# أنطونيو دي آلكانتارا ماشادو
أنطونيو دي آلكانتارا ماشادو (25 مايو 1901 - 14 أبريل 1935) (بالبرتغالية Antônio Castilho de Alcântara Machado de Oliveira)،صحفي وكاتب وسياسي برازيلي. لم يشارك في أسبوع الفن الحديث (1922) في ساو باولو، على الرغم من كتابته العديد من سجلات الحداثة العظيمة والقصص القصيرة، وله كذلك روايات لم تكتمل نشرت تحت اسم مراسلات أنطونيو دي ألكانتارا ماشادو الواسعة مع الصحفي برودنت دي مورايس نيتو في عام 1997.

## المؤلفات والمنشورات
- الأرض البنفسجية وأراضٍ أخرى، 1926
- مجلة الأدامة، 1928
- قصة بيبي، 1928
- ثلاث أحياء إيطالية في ساو باولو، 1927
- حكايات (برتقالة الصين)، 1928
- حكايات (مانا ماريا) "نشرة بعد وفاته، وهي عن العائلات البوليسية"، 1929